# Wietnamistyka
Wietnamistyka – dyscyplina zajmująca się językiem i literaturą Wietnamu, także kierunek akademicki poświęcony tym zagadnieniom.